# Сообщает Соня… (фильм)
«Сообщает Соня…» (нем. Sonya´s Report) — фильм ГДР 1982 года по одноимённой автобиографичной книге советской разведчицы Рут Вернер.

## Сюжет
1930-е годы, Германия. Девушка из прогрессивной буржуазной семьи едет с мужем Рольфом в Шанхай, где знакомится с доктором Рихардом Зорге, и решает стать советской разведчицей. После обучения в разведшколе под Москвой она получает псевдоним «Соня» и едет на первое задание в Маньчжурию с товарищем Эрнстом, с которым у неё завязываются романтические отношения, она беременеет, но, получив новый приказ — ехать в Польшу, покидает его. За успешное выполнение задания в Польше она получает в Москве орден Красного Знамени и новое задание — на этот раз в Швейцарии, где добывает ценную для Советского Союза информацию о готовящейся Гитлером войне. Чтобы не быть выданной Германии, она выходит замуж за англичанина и отправляется в Великобританию, последний раз видя Рольфа и Эрнста, которые тоже отправляются на задание.

## В ролях
| Актёр              | Роль                         |
| ------------------ | ---------------------------- |
| Джорджиана Тарьян  | Соня                         |
| Рольф Хоппе        | фон Шлевиц                   |
| Генри Хюбхен       | Эрвин                        |
| Ольгерд Лукашевич  | Рольф                        |
| Томас Нойманн      | Карл Хофман                  |
| Талгат Нигматулин  | Фэнг                         |
| Карла Рункель      | Олло                         |
| Светлана Шёнфельд  | Лиза                         |
| Владимир Дин       | Мацумото                     |
| Пауль Берндт       | нацистский функционер        |
| Урсула Штаак       | жена нацистского функционера |
| Ахим Вольф         | итальянский морской офицер   |
| Хартмут Пулс       | Эрнст                        |
| Тариэль Касимов    | Андрей                       |
| Тйо Ден-Гу         | аптекарь-китаец              |
| Галина Хан         | эпизод                       |
| Роман Цой          | эпизод                       |
| Антонина Пяк       | эпизод                       |
| Эдуард Пак         | партизан                     |
| Вилли Швабе        | пожилой еврей                |
| Дорис Тальмер      | пожилая еврейка              |
| Рене Шёненбергер   | полицейский                  |
| Рут Коммерелль     | бабушка                      |
| Франциска Роллберг | дочь Нина                    |
| Ларс Роллберг      | сын Миша                     |

## Литературная основа
Роман-автобиография Рут Вернер — беллетризованные мемуары на документально основе, был написан в 1977 году, вышел в берлинском издательстве «Нойес Лебен», и с успехом принят — книга в ГДР выдержала ряд изданий, отмечена Национальной премией. В 1980 году роман на русском языке в переводе И. Бужинской был опубликован как «Сообщает Соня…» в нескольких номерах журнала «Иностранная литература», и в том же году вышел отдельной книгой «Рапортует Соня. Подвиг разведчицы» в издательстве «Прогресс».

«Сообщает Соня…» — необычайно увлекательный и бесхитростный рассказ о жизни поистине героической, исполненной трудов, лишений, риска, опасностей, — приобрела широчайшую популярность. Книга Вернер, даже если отвлечься от её исторического содержания, представляет немалый психологический, человеческий интерес: в ней раскрывается нравственный облик разведчицы, её характер, драматические перипетии её личной судьбы.
— литературовед, специалист по литературе ГДР Тамара Мотылёва, журнал «Иностранная литература», 1984

## Критика
Фильму была дана низкая оценка критиков — и как несоответствующему по динамике и напряжённости лентам «про разведчиков», и как слабой экранизации романа. Такая оценка была дана критикой и немецкой «некудышная экранизация популярного романа остаётся без напряжения и эмоций» и советской: «грустный закадровый голос; так же плавно и ровно течет сюжет».